# Görgey Márton
Görgői és toporci Görgey Márton (Pécsújfalu, 1740. november 1. – 1807. augusztus 23.) pécsi püspök halála évében.

## Élete
Görgey Ezékiel császári és királyi tanácsos, Szepes megye alispánja és pécsujfalusi Péchy Anna fiaként született. Kilencéves koráig szülőhelyén nagybátyja, Péchy Zsigmond alnádor nevelte, majd a lőcsei nemes ifjak nevelőintézetében végezte a grammatikai osztályokat. Ezután papi rendbe lépett, és a pozsonyi Szent Imre szemináriumban tanult költészetetet és szónoklatot, Nagyszombatban pedig filozófiát és teológiát. Ezután gróf Barkóczy Ferenc esztergomi érsek helynökségi levéltárnokká nevezte ki.
1765. október 15-én Püskiben (Pozsony m.) plébános, majd 1774-től pozsonyi, 1777. április 14-től esztergomi kanonok. 1778-ban Batthyány József érsek oldalkanonokja, és Szent Lászlóról nevezett sümegi címzetes prépost lett. 1787. november 24-től barsi, 1790. szeptember 13-tól honti főesperes, 1791-től királyi táblai főpap lett. Gyenge látása miatt kénytelen volt a prímási káptalanba visszatérni.
1802. augusztus 24-én Szent Györgyről nevezett préposttá, és főszékesegyházi főesperessé nevezték ki. 1805-től patari fölszentelt püspök és esztergomi érseki helynök, 1807. augusztus 1-jén pécsi megyés püspök lett. Mielőtt ezt a székét elfoglalhatta volna, augusztus 23-án Budán elhunyt.

## Művei
1. Igaz és kedves jegyese a mennyei vőlegénynek. Az az okos szűz és boldog apácza, dicsőséges szent Klára. Avagy azon szűz szent Klára szerzetén levő nagy szombati tisztelendő apácza szűzek templomában 1772-ben, kisasszony-hava 12... élő nyelvel mondatott, és most a világi szűzek oktatására, és a tiszt. apáczáknak lelki vigasztalásokra egy nagym. úrnak költségeivel kinyomatott prédikáczió. Pozsony (kézirata a budapesti egyetemi könyvtárban)
2. Encomia vitae S. Adalberti episcopi et martyris, ecclesiae metrop.... Strigoniensis patronis titularis. Oblata a vener. archicapitulo Strigoniensi ad festum ejusdem titulare, anno 1791. sabato ante resurrectionem dominicam celebratum. Tyrnaviae (névtelenül)
3. Kéziratban maradt: Sermo funebris M. Görgey tempore exequiarum M. Theresiae. Strigonii, 1781 (az esztergomi főegyházmegyei könyvtárban)